# Combo Waterhole
Combo Waterhole är ett vattenhål i Australien. Det ligger i delstaten Queensland, omkring 1 300 kilometer nordväst om delstatshuvudstaden Brisbane. Combo Waterhole ligger 195 meter över havet.
Trakten runt Combo Waterhole är nära nog obefolkad, med mindre än två invånare per kvadratkilometer.. Det finns inga samhällen i närheten.
Omgivningarna runt Combo Waterhole är i huvudsak ett öppet busklandskap. Genomsnittlig årsnederbörd är 366 millimeter. Den regnigaste månaden är februari, med i genomsnitt 120 mm nederbörd, och den torraste är oktober, med 2 mm nederbörd.